# 朴茨茅斯战争纪念碑
朴茨茅斯市战争纪念碑（英語：City of Portsmouth War Memorial）又称市政厅广场战争纪念碑（Guildhall Square War Memorial），是英格兰南岸漢普郡朴茨茅斯中心市政厅广场屹立的第一次世界大战纪念建筑。朴茨茅斯一直是英国皇家海军的重要船坞，造船厂和武装部队20世纪初为当地提供大量就业岗位，小镇在第一次世界大战损失惨重。战争结束不久当地计划建造战争纪念碑并为此成立委员会，立碑地点选在靠近镇政厅的铁路护坡附近。委员会经公开竞赛选中建筑师詹姆斯·吉布森、沃尔特·戈登，联合雕塑家查尔斯·萨金特·贾格尔负责设计。
纪念建筑主体是屏风墙和半圆形凹陷范围的多幢建筑，固定在墙上的青铜板刻有逝者姓名。屏风墙拱门从市政厅广场通向维多利亚公园和火车站，栏杆围出的道路转回市政厅广场，终点位置是贾格尔创作的真人尺寸雕塑，分别是军人与机枪和水兵与机枪。纪念碑正中的衣冠冢上顶着骨灰瓮，侧面浮雕战时场面。1921年10月19日，阿瑟王子为尚未完工的纪念碑揭幕。
市政厅广场在20世纪70年代重新开发，纪念碑经小幅调整，附近新增屏风墙。进入21世纪后，纪念碑旁新建第二次世界大战死者纪念碑，屏风墙刻有逝者姓名。朴茨茅斯一战纪念碑今属II*级登錄建築。

## 背景
第一次世界大战造成的人员伤亡前所未有，英国各地涌现成千上万的戰爭紀念建築，几乎所有城镇都不例外。朴茨茅斯一直是港口城市和大型海军基地，许多居民在英國皇家海軍服役或加入英國陸軍登船奔赴战场。战争爆发前，朴茨茅斯两成五的工龄男子在陆军或海军服役，还有许多人在船坞工作。根据1911年人口普查，朴茨茅斯约有20万人，其中劳动人口约8.5万，一战全城共有约六千人丧生。:43:3519至20世纪之交英德爆发军备竞赛，1914年朴茨茅斯海军船坞聘请的工人达1.5万，与上世纪末相比上涨超过一倍:15–19。
1914年8月英国加入第一次世界大战数小时后，德军水雷炸沉皇家海军安菲翁号侦察巡洋舰，其中就有朴茨茅斯人员遇难。1916年的日德兰海战是一战规模最大的海战，造成大量朴茨茅斯人丧生。:43:33六艘朴茨茅斯建造的军舰在海战中沉没，导致四千人阵亡，其中许多是朴茨茅斯人:15–19。
战争期间朴茨茅斯还是重要的驻军城镇，当地驻守军人负责保卫英格兰南岸，前往大英帝国其他地点的军人往往也要来此集合。1914年英国陆军第9步兵旅在朴茨茅斯驻扎，战争爆发后组成英国远征军赶赴法国。朴茨茅斯还保有大量兼职本土防卫军“汉普郡义勇骑兵团”，许多军官是镇上显贵。基奇纳陆军成立后，政府呼吁各地男儿志愿参战，朴茨茅斯与周边地区又组建两个伙伴营。:63–65:28–29地方史学家估计丧生的志愿者超过三分之一:183。
一战爆发后，雕塑家查尔斯·萨金特·贾格尔投身英国陆军，战争期间多次负伤并因勇敢获颁軍功十字勳章，战后他凭设计战争纪念物在美术界站稳脚跟。他设计的第一个战争纪念建筑是霍莱克与西柯比战争纪念碑，极富表现力的人像赢得高度赞誉，1921年在皇家艺术研究院展出，促使英格兰各地与海外许多国家和地区委托他设计战争纪念物。大部分一战纪念物是建筑师负责，身为雕塑家的贾格尔在该领域无疑比其他英国雕塑家更成功，许多知名项目委托他接手。:26完成朴茨茅斯战争纪念碑后，他又设计位于倫敦帕丁頓車站的大西部铁路战争纪念碑，以及海德公园角广受好评的皇家炮兵纪念碑。所有纪念碑都采用堪称贾格尔标志的战斗军人形象“汤米”，而非精神或象征人物。:19–21

## 委聘

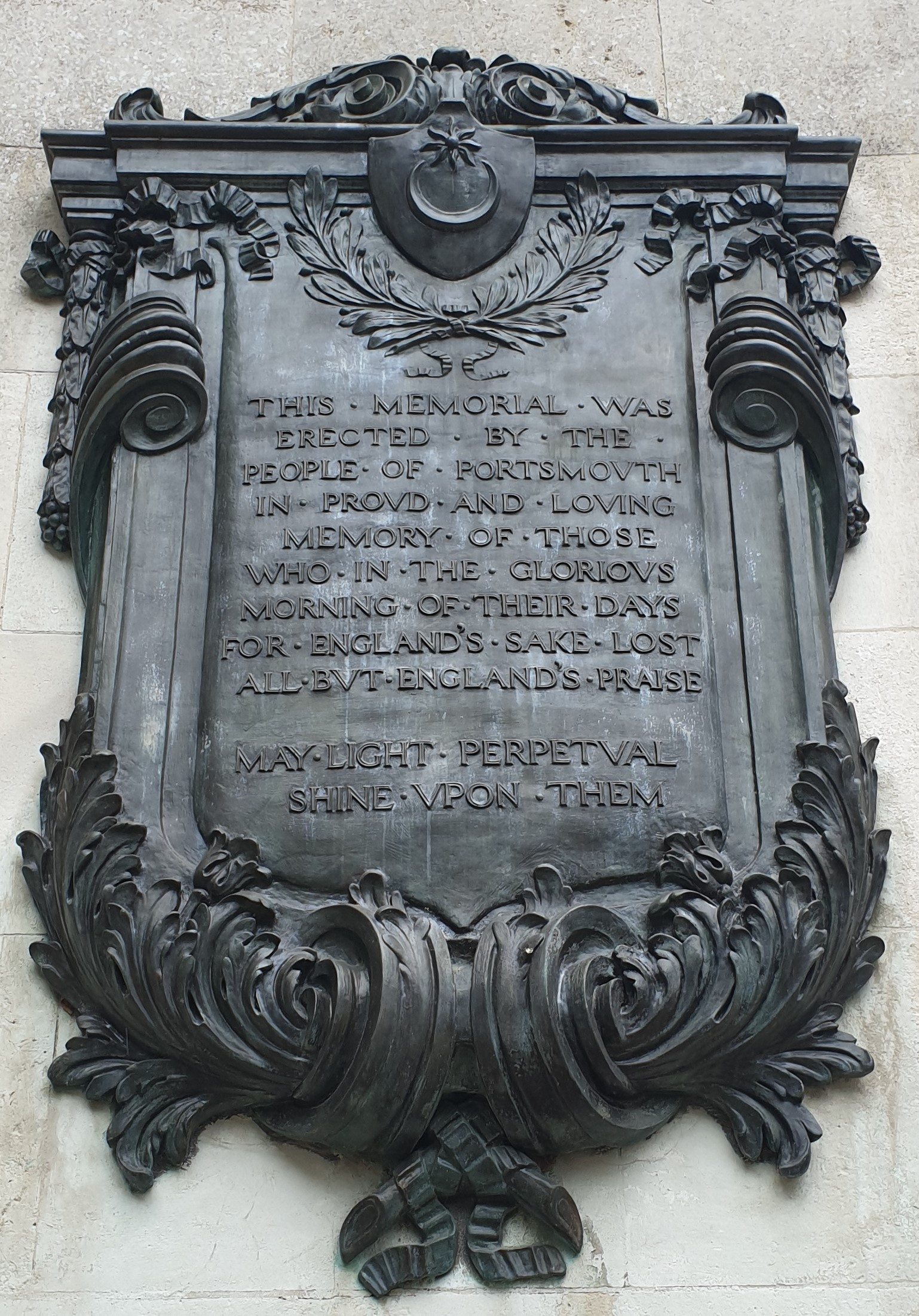
屏风墙上嵌板刻有纪念致辞

第一次世界大战结束后，朴茨茅斯几乎马上提议纪念牺牲士兵。市长约翰·蒂姆森1918年12月18日致信当地《汉普郡电讯邮报》，呼吁民众捐款并为纪念形式集思广益。1919年6月底签署的《凡尔赛条约》标志着一战正式结束，皇家海军在朴茨茅斯近海鸣炮101响。当地教堂各自举办纪念活动，每个教区都订有荣誉名册。朴茨茅斯设立战争纪念委员会组织地方公民纪念活动，决定在靠近镇政厅（1926年朴茨茅斯立市后更名市政厅）、朴茨茅斯与南海火车站外的铁路护坡附近立碑。此地是镇中心的知名地点，距镇政厅和维多利亚公园都很近。:177–180
1919年初，委员会举办公开竞赛决定纪念物设计合同归属，共收到50份方案，英國皇家建築師協會评审员选中伦敦詹姆斯·吉布森与沃尔特·戈登的建筑公司。吉布森与戈登的方案由多个雕塑组成，两人还请来贾格尔。建造纪念碑的合约由当地公司获得，但近两万英镑（相当于2019年约93.8万英镑）报价超出预算，委员会要求建筑师降低成本。三人去掉部分设计元素，如连接纪念碑与火车站的拱门、喷泉、金属制品、多座雕像等，纪念碑最终耗资15808英镑。:76

## 设计
纪念碑由波特兰石建成，主体是六米高的屏风墙和半圆形凹陷（又称半圆形室），形成分离空间。墙上青铜板刻有4500名死者姓名，其中五百死在日德兰海战。人名按服役部队分开，陆军位于北侧，海军在南侧，中间小块区域属当时羽翼未丰的皇家空军。墙上有两个锻铁拱门，北面的门穿过铁路通向维多利亚公园，南面通往市政厅。青铜板上方还有铭文（“他们的英名永垂不朽”）。:242

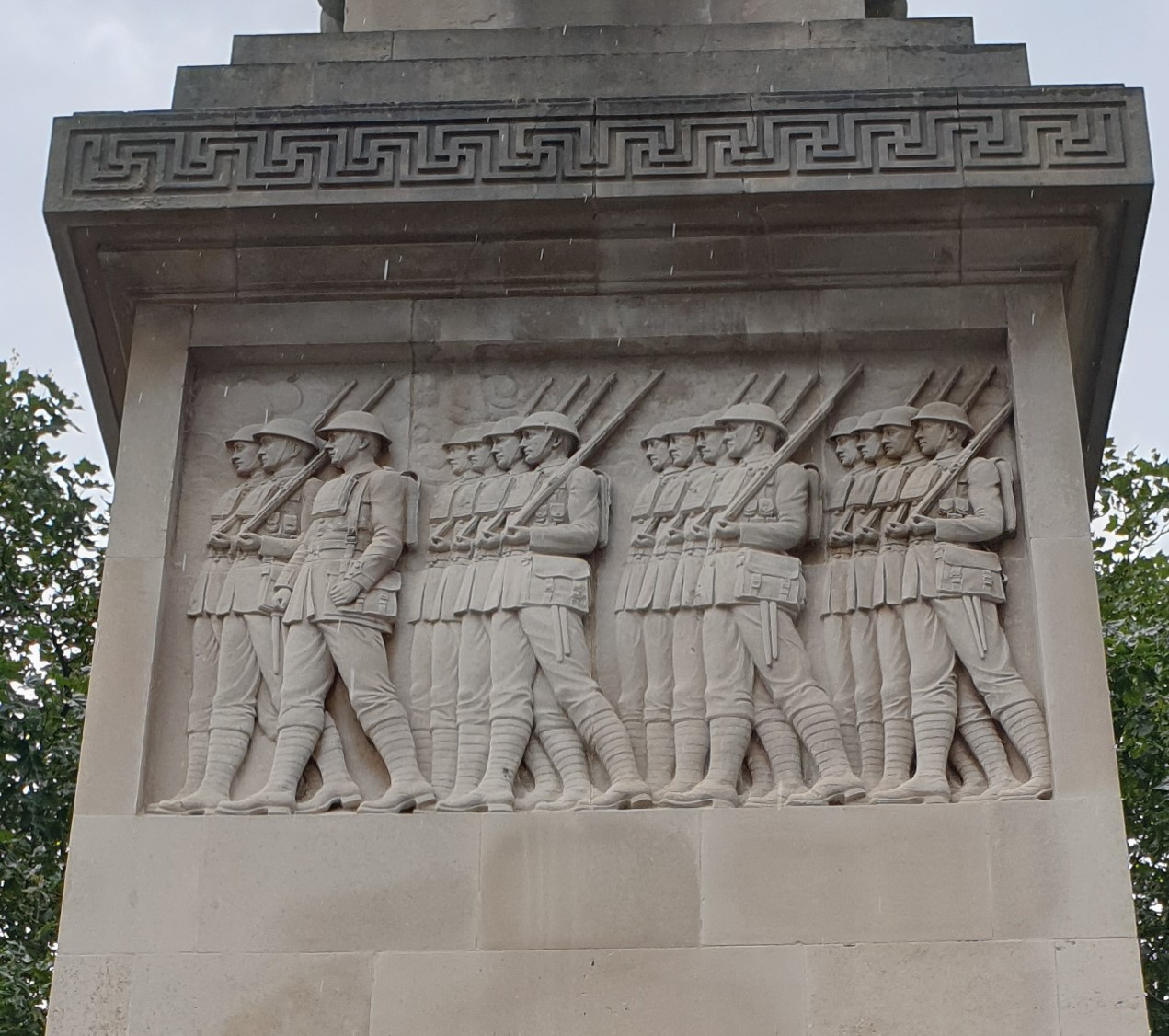
纪念碑浮雕描绘军人前进

屏风墙两头是粗面石柱，均在中部开出凹槽，槽底的底座上有青铜色瓮。凹槽上方是奖杯、盾牌与大量武器的浮雕，正面和侧面以橡木、月桂、刺五加装饰，最上方顶着皇冠。栏杆从柱子向外延伸到石质基座，两边基座上均有雕塑，分立纪念碑入口两侧。南侧雕塑是代表皇家海军的水兵与路易士機槍，北侧是代表陆军的士兵与維克斯機槍。:53:47
中央三级台阶组成的底座上屹立衣冠冢，侧面以战时景像浮雕装饰。前方浮雕是两艘军舰在海上交战，后方是多艘军舰与潜艇交手。左侧浮雕是舰炮装弹，右侧是军人前进。浮雕上方是大型希腊风格簷口，顶上是圆模雕刻装饰的有盖骨灰瓮。:49–50

屏风墙中间的金属板刻有铭文：
朴茨茅斯人民满怀自豪和爱意地立碑，纪念他们在那辉煌的早晨为国献出一切，只带走英格兰的赞美。愿光明永远照耀他们。
其他金属板是公众为纪念立碑捐献，2003年新增的石柱附铭文：“纪念所有在和平或冲突时期为国捐躯的人。‘我们不会忘记’”。
美术史学家、博物馆策展人艾伦·博格认为，贾格尔以人物雕像守卫纪念碑入口来表达军人行动意境，引人入胜、效果显著:113–114。同为美术史学家的杰夫·阿切尔表示，朴茨茅斯战争纪念碑以大面墙壁罗列姓名，堪称圣所或围地纪念建筑典范，令人特别难忘。不过阿切尔觉得贾格尔其他纪念建筑的人物形象更加稳定，特别是皇家炮兵纪念碑与大西部铁路战争纪念碑，朴茨茅斯战争纪念碑两侧的雕像远远不及，是他最平淡的作品。:242, 296–297英格兰历史建筑暨遗迹委员会认为朴茨茅斯战争纪念碑“向朴茨茅斯军人、以及他们在第一次世界大战的牺牲致以极其传神的敬意”，称赞纪念碑“设计卓越”，把多种高质量建筑元素融为和谐整体，庄重感与力量感异常强烈。委员会称赞贾格尔的雕塑“技艺高超、充满活力”，凸显他赖以成品的现实风格，令人仿佛致身现实战争，与附近的市政厅、樸茨茅斯大學建筑、维多利亚女王雕塑、维多利亚公园等历史建筑相辅相成。其中维多利亚公园还是英国登记历史公园。

## 历史

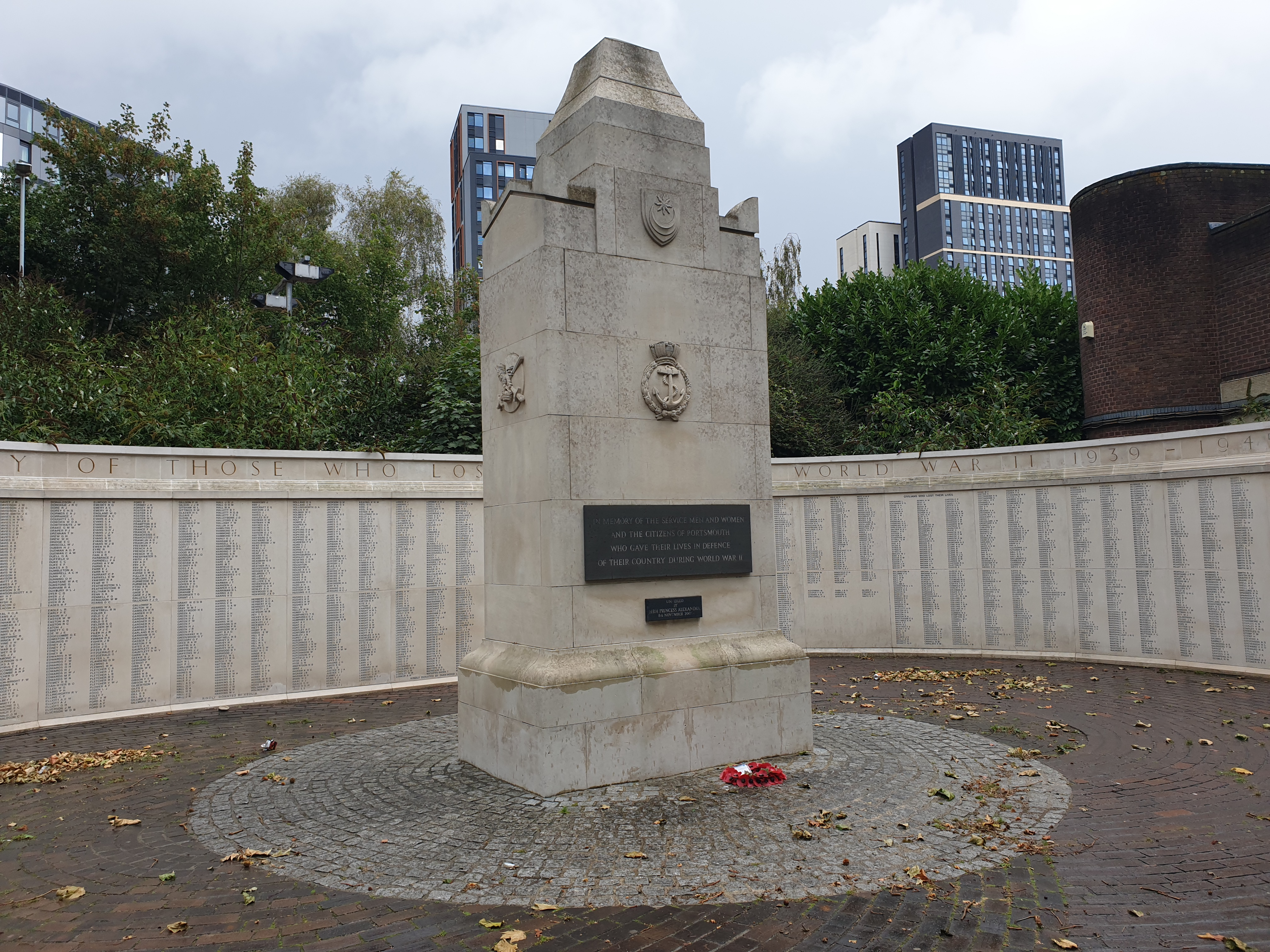
2005年在一战纪念碑附近揭幕的二战纪念碑，后面的墙源自20世纪70年代再开发项目，进入21世纪后新增人名

纪念碑1921年5月25日奠基，同年10月19日揭幕后才建完。揭幕仪式由康诺特和斯特拉森公爵阿瑟王子主持，出席群众达三万。:182
战争纪念碑委员会筹得的资金还向朴茨茅斯皇家医院捐款，大部分用于改善医院服务，少量新建纪念大门，改善市中心入口交通。1922年5月海伦娜·维多利亚公主为大门揭幕，后来门和医院一起拆除，当地在20世纪末重新开发。
朴茨茅斯市政厅在20世纪70年代再开发，战争纪念碑略有缩小，从椭圆形变成圆形，部分建筑调整位置。再开发期间，纪念碑东侧新建屏风墙，墙体前方2005年增加独立的衣冠冢风格二战死难者纪念碑。长方形的衣冠冢刻有军队徽章，前方靠近顶部是朴茨茅斯盾徽，2005年由亚历山德拉郡主揭幕。地方经过融资与宣传，于2012年立起屏风墙，上刻610个名字。朴茨茅斯市议会向二战纪念碑拨款2.7万英镑，最后一批姓名2013年刻完。
进入21世纪后，朴茨茅斯的海军造船厂虽经裁减，但仍是该市人民生活举足轻重的组成部分。当地每年休战星期日纪念活动吸引军方代表等大量人员参与，纪念碑一直是活动焦点。:12
1972年朴茨茅斯战争纪念碑入选二级登錄建築，2016年日德兰海战百年纪念之际升为二*级，該級別属“具有特殊意义且特别重要的建筑”，约占总数的5.5%。未经授权拆除或修整登录建筑将受法律惩处。。